# کاستر (داکوتای جنوبی)
کاستر(به انگلیسی: Custer) شهری در ایالت داکوتای جنوبی کشور ایالات متحده آمریکا است که جمعیت آن در سرشماری سال ۲۰۱۰ میلادی، ۲٬۰۶۷ نفر بوده‌است.